# Benjamin Huber
Benjamin Huber (* 27. August 1985 in Freudenstadt) ist ein deutscher Fußballspieler. Der Torwart spielte in seiner bisherigen Karriere für mehrere Vereine in Süddeutschland.

## Werdegang
Huber begann seine Karriere im Erwachsenenbereich beim SSV Ulm 1846. Nachdem er beim schwäbischen Klub in der Jugend gespielt hatte, rückte er hinter Holger Betz zum Ersatzmann in die erste Mannschaft auf. Nachdem er nicht zum Einsatz gekommen war, wechselte er 2005 innerhalb der Oberliga Baden-Württemberg zum Heidenheimer SB. Da er dort als junger Spieler zur Stammkraft avancierte, lotste ihn der FC Ingolstadt 04 in die Regionalliga Süd. Zusammen mit Marco Sejna kam er jedoch nicht über die Rolle des Ersatzspielers von Stammtorhüter Michael Lutz hinaus und blieb ohne Einsatz. Daher verließ er den Zweitliga-Aufsteiger und schloss sich als zweiter Torhüter hinter Manuel Salz den Stuttgarter Kickers in der 3. Liga an. Am letzten Spieltag der Saison 2008/09 kam er zu seinem Profidebüt für die Stuttgarter Kickers, als Trainer Rainer Kraft ihn bei der 0:3-Niederlage gegen den SC Paderborn 07 in der 84. Spielminute einwechselte.
Nach dem Abstieg der Stuttgarter Kickers in die Regionalliga Süd war Huber zunächst vereinslos. Kurzzeitig sah es nach einer Rückkehr zum SSV Ulm 1846 aus, als er mehrere Wochen mit dem Klub trainierte. Letztlich kam das Engagement nicht zustande und Huber schloss sich dem Ulmer Stadtteilklub SV Grimmelfingen in der Bezirksliga an. Nach einem Jahr in der Bezirksliga spielte Huber wieder zu Beginn der Saison 2010/11 für den Oberligisten VfL Kirchheim und ein Jahr später beim 1. FC Normannia Gmünd.
Ab der Saison 2012/13 spielte Huber in der Regionalliga Bayern für den FV Illertissen. Im Sommer 2015 wechselte er zum bayerischen Bezirksligisten TSV Neu-Ulm und spielte später als Spielertrainer – dabei auch als Feldspieler – im Amateurbereich auch noch für den ESC Ulm, für Türkspor Neu-Ulm und den TSV Blaustein.